# Smoked Cheese
Smoked Cheese ist eine Kurzgeschichte des britischen Schriftstellers Roald Dahl (1916–1990). Sie wurde im November 1945 in der amerikanischen Zeitschrift The Atlantic veröffentlicht. In deutscher Sprache ist diese Kurzgeschichte bisher noch nicht erschienen.
Die Kurzgeschichte Smoked Cheese wandelte Roald Dahl in eine für Kinder geschriebene und zeitgemäßere Fassung um. Diese Kinderversion mit dem Titel The Upsidedown Mice wurde 1974 erstmals veröffentlicht.

## Handlung
In Smoked Cheese lebt der arme aber glückliche Pilot Bipou allein in einem Haus, das von Mäusen befallen ist. Anfänglich toleriert Bipou die Mäuse. Nach einer immer stärkeren Vermehrung will er sie jedoch loswerden. Er klebt Mausefallen an die Decke und steckt Räucherkäse in die Fallen. Als die Mäuse in der Nacht aus ihren Löchern kommen und die Mausefallen an der Decke sehen, stoßen sie sich gegenseitig an und brechen in schallendes Gelächter aus. Als Bipou sieht, dass keine einzige Maus in eine Falle gegangen ist, klebt er einen Stuhl, einen Tisch, eine Stehlampe, ein Radio und einen Teppich jeweils kopfstehend mit der Unterseite nach oben an die Decke. Als die Mäuse in der nächsten Nacht wieder aus ihren Löchern kommen, machen sie sich immer noch lustig darüber, was sie in der Nacht zuvor gesehen haben. Aber als sie dann zur Decke schauen, vergeht ihnen schlagartig das Lachen und alle erschrecken. Da sie oberhalb von ihnen den Fußboden zu sehen glauben, meinen sie, auf der Decke zu stehen. Eine besonders kluge Maus, die ein Gesicht wie ein Politiker und so buschige Augenbrauen wie John L. Lewis hat, gibt die Anweisung, dass alle Mäuse sich auf den Kopf stellen sollen, um dann wieder in der vermeintlich richtigen Richtung zum „Boden“ hin zu stehen. Die Mäuse stellen sich alle auf den Kopf und wegen der starken Blutansammlung im Gehirn verenden sie schließlich alle. Am nächsten Morgen sieht Bipou, dass der ganze Boden mit toten Mäusen bedeckt ist. Er klatscht in die Hände und sagt: „Ich wusste, dass sie auf Räucherkäse stehen.“

## Hauptunterschiede zwischenSmoked CheeseundThe Upsidedown Mice
Nahezu identisch zu Smoked Cheese sind die Wortwahl, die Sätze und die Handlung in der Kurzgeschichte The Upsidedown Mice, die erst 1974, also fast 30 Jahre später, erstmals veröffentlicht wurde. Roald Dahl hatte die Kurzgeschichte Smoked Cheese, die für Erwachsene gedacht war, für Kinder umgeschrieben und den Titel umbenannt. In der 1945er Fassung ist die Hauptfigur ein Pilot und kein 87-jähriger alter Mann und an der Zimmerdecke klebt noch ein Radio statt des Fernsehers in der späteren Fassung. In Smoked Cheese vergleicht Dahl das Aussehen der Hauptmaus mit dem lebenden Gewerkschaftspräsidenten John L. Lewis (1880–1969), der in der Kindergeschichte nicht erwähnt wird. Außerdem verenden alle Mäuse am Schluss und werden nicht nur bewusstlos wie in der Kindergeschichte. Dahl wollte in der 1974er Fassung den Kindern als Zielleser wohl den grausamen Tod der Mäuse nicht zumuten. Der Sinnspruch am Ende der Geschichte ist in der 1945er Fassung noch nicht enthalten.

## Auf-dem-Kopf-stehen und Ankleben – weiteres Vorkommen bei Dahl
In Dahls Kinderroman Die Zwicks stehen Kopf (Erstveröffentlichung 1980; Originaltitel The Twits, Erstveröffentlichung 1979) klebt der Affe Muggle-Wump mit Hilfe der Vögel aus Rache einen Teppich, Stühle und Tische sowie andere Dinge aus dem Haus des Ehepaars Zwick auf dem Kopf stehend an die Decke. Als die Zwicks zur Zimmerdecke sehen, halten sie – wie die Mäuse – die Decke für den Boden. Um wieder in der vermeintlich richtigen Richtung zum „Boden“ hin zu stehen, stellen sie sich auf den Kopf und kleben wegen des vorher heimlich von zwei Vögeln angebrachten Leims auf den Köpfen der Zwicks am Boden fest.